# Pjasyczewo
Pjasyczewo (bułg. Пясъчево) – wieś w południowej Bułgarii, w obwodzie Chaskowo, w gminie Simeonowgrad.